# Rodion Gataullin
Rodion Gataullin (Russisch: Родио́н Гатау́ллин) (Tasjkent, 23 november 1965) is een voormalige Russische polsstokhoogspringer. Hij is tweevoudig wereldkampioen en viervoudig Europees kampioen (senioren). Hij was de tweede polsstokhoogspringer (na zijn landgenoot Serhij Boebka) die outdoor hoger dan 6 meter sprong en de eerste polsstokhoogspringer die indoor boven de 6 meter kwam. Hij vertegenwoordigde in eerste instantie de Sovjet-Unie en later Rusland.

## Loopbaan
Zijn eerste succes behaalde Gataullin in 1983 door Europees jeugdkampioen te worden in Schwechat en met 5,55 m zijn landgenoot Aleksandr Grigoryev (zilver) en de Pool Ryszard Kolasa (brons) te verslaan. Op de Olympische Spelen van 1988 behaalde hij een zilveren medaille achter Sergej Boebka (goud) en voor Grigori Jegorov.
Zijn jongere broer Ruslan Gataullin was een Russische verspringer. Na zijn sportcarrière als polsstokhoogspringer werd hij nationale trainer van Rusland.

## Titels
- Wereldindoorkampioen polsstokhoogspringen - 1989, 1993
- Europees kampioen polsstokhoogspringen - 1990, 1994
- Europees indoorkampioen polsstokhoogspringen - 1988, 1990
- Sovjet-kampioen polsstokhoogspringen - 1986, 1989, 1991
- Sovjet-indoorkampioen polsstokhoogspringen - 1987, 1989
- Russisch indoorkampioen polsstokhoogspringen - 1993, 1999
- Europees jeugdkampioen polsstokhoogspringen - 1983

## Persoonlijke records
| Onderdeel                      | Prestatie | Datum             | Plaats |
| ------------------------------ | --------- | ----------------- | ------ |
| polsstokhoogspringen (outdoor) | 6,00 m    | 16 september 1989 | Tokio  |
| polsstokhoogspringen (indoor)  | 6,02 m    | 4 februari 1989   | Gomel  |

## Palmares

### polsstokhoogspringen
- 1983:  EJK - 5,55 m
- 1985:  Universiade - 5,75 m
- 1986:  Goodwill Games - 5,80 m
- 1987: 9e WK indoor - 5,60 m
- 1987:  WK - 5,80 m
- 1987:  Universiade - 5,60 m
- 1988:  EK indoor- 5,75 m
- 1988:  OS - 5,85 m
- 1989:  Europese beker - 5,70 m
- 1989:  WK indoor - 5,85 m
- 1990:  EK indoor- 5,80 m
- 1990:  EK - 5,85 m
- 1990:  Goodwill Games - 5,92 m
- 1991: 4e WK - 5,85 m
- 1993:  Europese beker - 6,00 m
- 1993:  WK indoor - 5,90 m
- 1993: 4e Grand Prix Finale - 5,80 m
- 1994:  EK - 6,00 m
- 1994:  Grand Prix Finale - 5,70 m
- 1995: 5e WK - 5,70 m
- 1999:  Europese beker - 5,45 m